# Caius Maecenas
Caius Maecenas vagy Caius Cilnius Maecenas (i. e. 70 körül – i. e. 8) római lovag, politikus, Augustus császár közeli barátja és bizalmasa. Neve a művészek – többek között Horatius és Vergilius – bőkezű támogatása miatt vált fogalommá.

## Neve és származása
A legtöbb forrás és a hivatalos feliratok Caius Maecenas néven említik, ami alapján a Maecenas nemzetségből származott. Tacitus azonban (és Macrobius is egy említés erejéig) Caius Cilnius Maecenas néven hivatkozik rá. Feltételezések szerint a Cilnius az anyja nemzetsége lehetett. A Cilniusok Arretium környékén élő előkelő, etruszk származású gens volt. Horatius ódája szerint Maecenas „dicső, régi királyi sarj”, akinek ősei mind apai, mind anyai ágról lucumók (az etruszk városok elöljárói) voltak. Az i. e. 1. században a család lovagi rangú volt. Tudjuk, hogy nagybátyja i. e. 91-ben ellenezte Marcus Livius Drusus néptribunus reformjait, illetve hogy egy bizonyos Lucius Maecenas (feltehetően Caius apja) i. e. 44-ben pénzzel támogatta Octavianust. 
Caius Maecenas április 13-án született valamikor i. e. 74 és i. e. 64 között Arretiumban vagy annak környékén. Családja igen jómódú volt, így Caius kiváló szellemi és fizikai nevelésben részesülhetett.   

## Közéleti tevékenysége

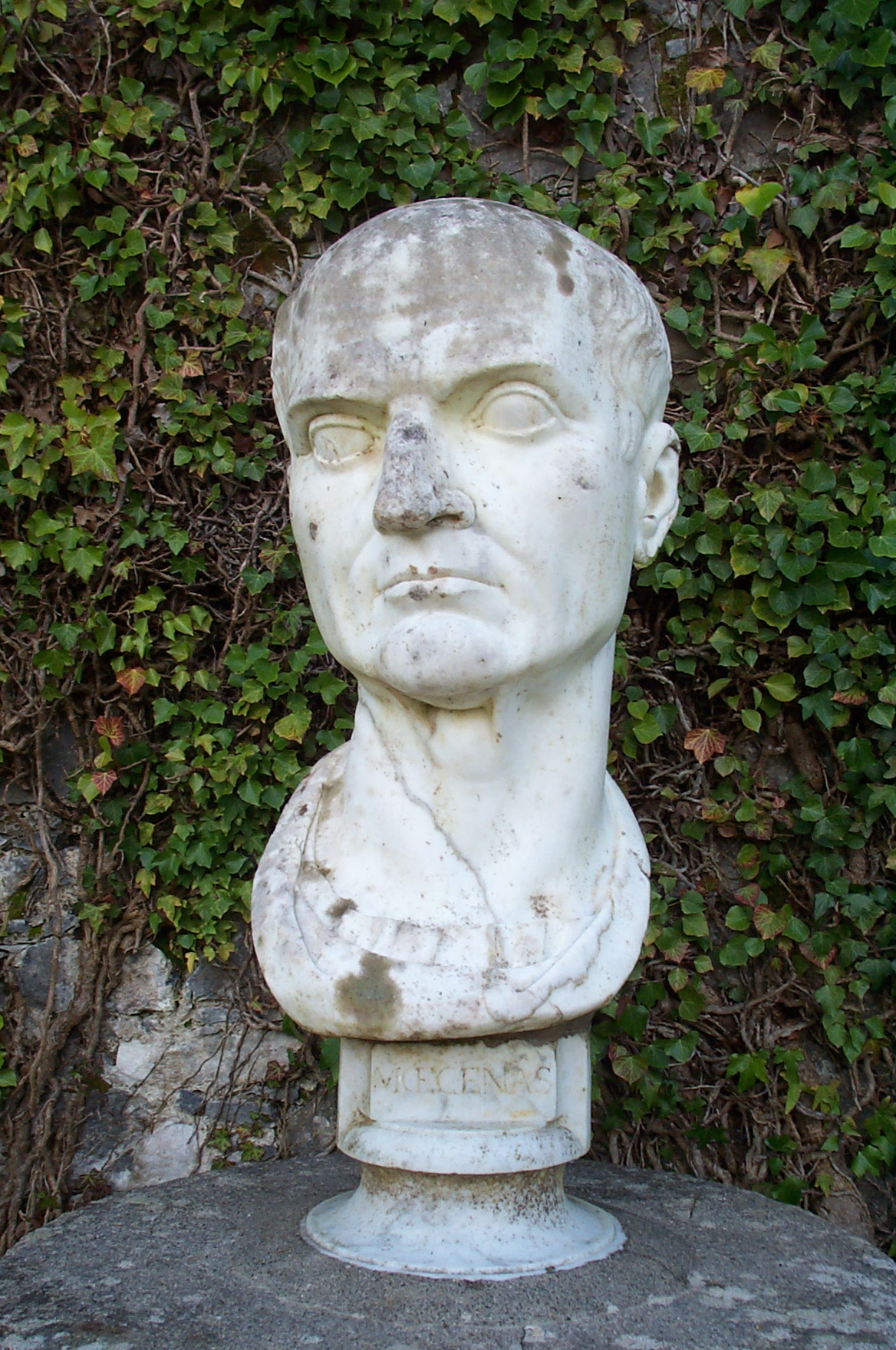
Maecenas modern mellszobra

Maecenast először i. e. 46-45-ben említik, mint az illíriai Apollóniában tartózkodó Octavianus kíséretének tagját. A társasághoz tartozott ekkor a neves pergamoni görög rétor, Apollodórosz, valamint Octavianus másik közeli barátja, Marcus Vipsanius Agrippa is. Feltételezések szerint Caesar i.e. 44-es meggyilkolása után Agrippa egy határozottabb katonai fellépés híve volt, Maecenas viszont azok közé tartozott, akik a diplomatikus megoldást javasolták Octavianusnak, aki végül csak néhány barátja kíséretében tért vissza Itáliába, hogy benyújtsa igényét az örökségre. 
I. e. 43-ban valószínűleg részt vett a Marcus Antoniusszal vívott mutinai csatában. Másfél évvel később biztosan ott volt a Brutus és Cassius vereségével végződő philippi ütközetben és utána megkapta a fogságba esett és elítélt Marcus Favonius vagyonának egy részét. 
I. e. 40-ben már Octavianus bizalmasai közé tartozott, mert őt küldte Szicíliába, hogy feleségül kérje számára a szigetet uraló Sextus Pompeius rokonát (talán sógornőjét), Scriboniát. Ez tisztán politikai házasság volt, Octavianus próbált szövetségeseket keresni Antoniusszal szemben. Ugyanebben az évben Antonius nagy sereggel partra szállt Itáliában és ostrom alá vette Brundisiumot. Octavianus nem érezte magát elég erősnek egy háborúhoz és békés megoldást keresett. Követként Maecenast küldte Antoniushoz, aki – nem közvetlenül a triumvirrel, hanem annak képviselőjével, Asinius Pollióval tárgyalva – kidolgozta a brundisumi szerződés tervezetét, amelyben a három triumvir felosztotta egymás között a birodalmat. Az egyezséget megerősítendő, a nem sokkal korábban megözvegyült Antonius feleségül vette Octavianus nővérét, Octaviát.  
I. e. 38-ban ismét ő vezette azt a diplomáciai missziót, melynek során Octavianus segítséget kért Antoniustól a Sextus Pompeius elleni háborújához. Az útra magával vitte Horatiust, Vergiliust és Variust is; az utazást Horatius az Iter Brundisinum-ban örökítette meg. Eredetileg ismét Brundisiumba indultak, de a város nem engedte be Antoniust, így az egyezményt végül Tarentumban ütötték nyélbe: eszerint Octavianus 120 hajót kapott Antoniustól, cserébe 20 ezer katonával támogatta annak pártus hadjáratát, a triumviri felhatalmazást pedig újabb öt évvel meghosszabbították. 

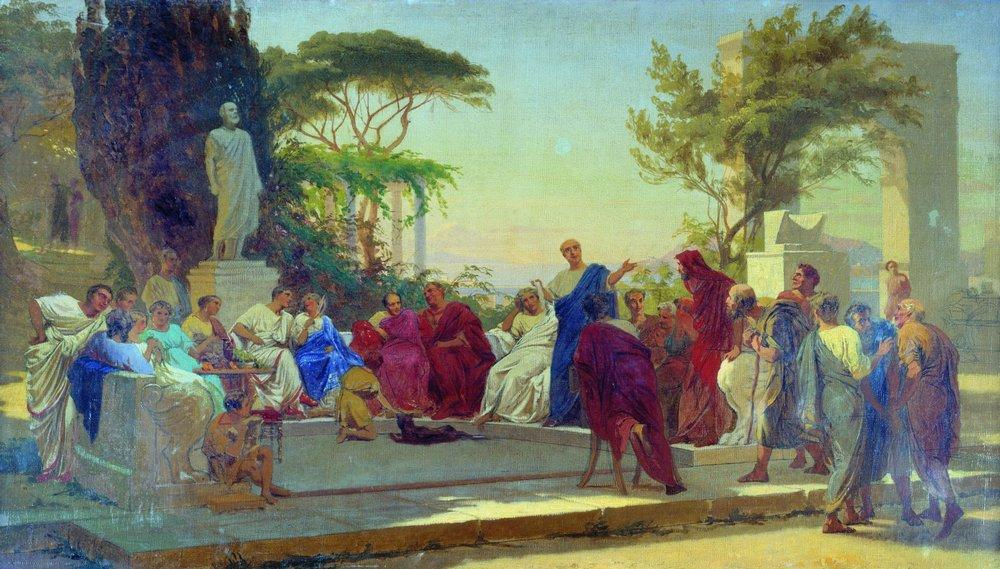
Horatius felolvasása Maecenas előtt (Fjodor Bronnyikov képe, 1863)

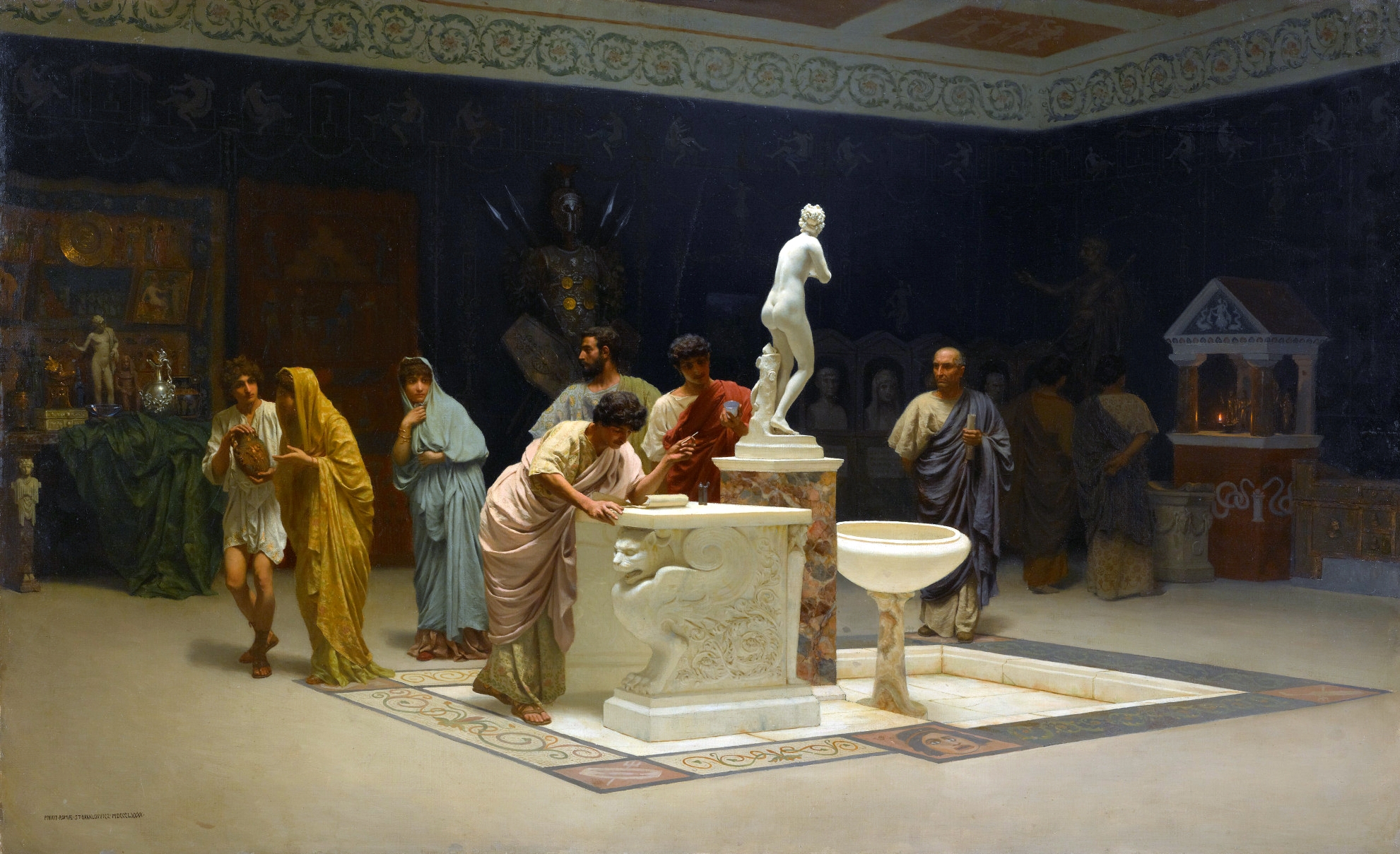
Maecenas fogadóterme (Stefan Bakałowicz képe, 1890)

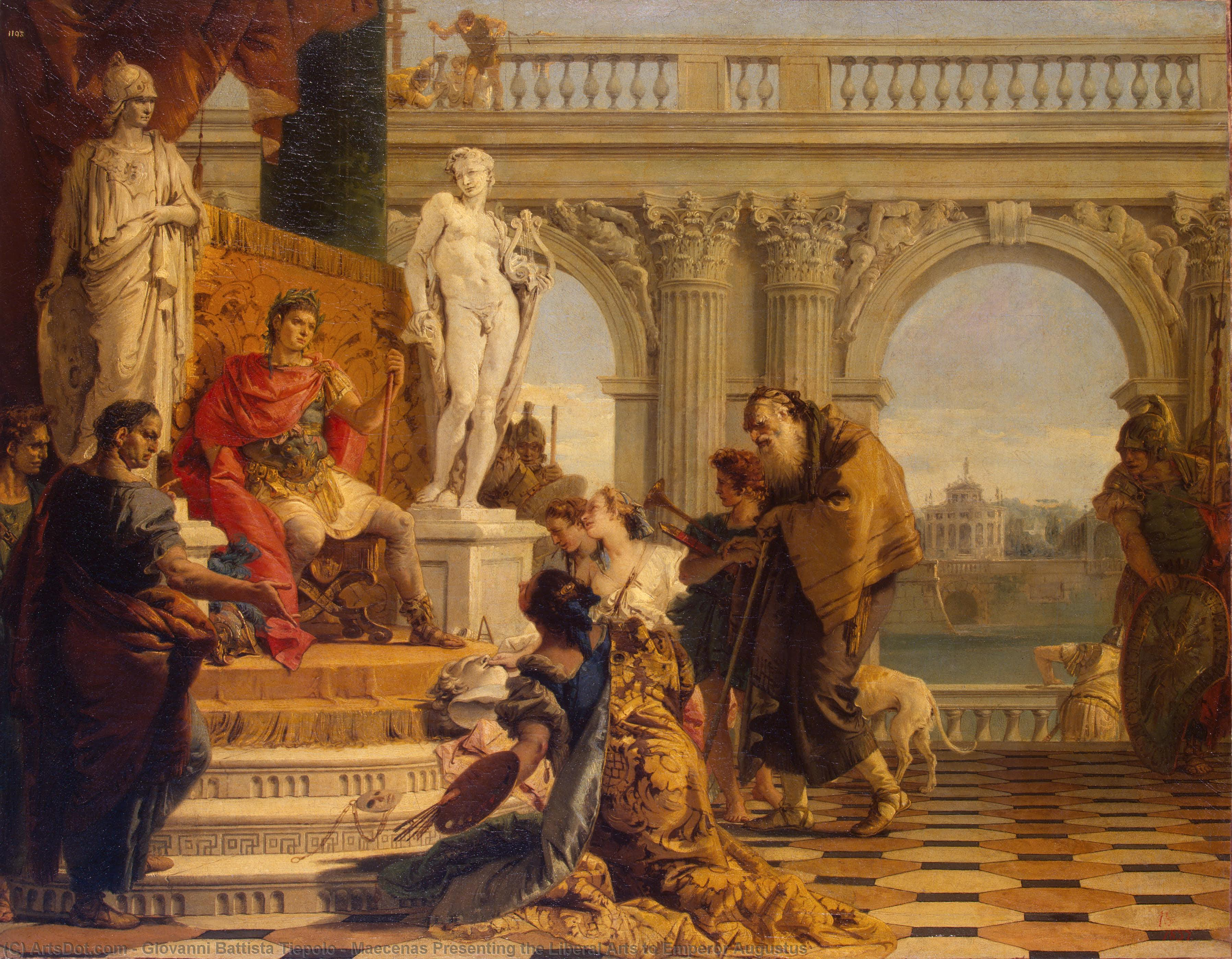
Maecenas bemutatja a szabad művészeteket Augustus császárnak (Tiepolo képe, 1743)

I. e. 36-ban elkísérte Octavianust Szicíliába, a Sextus Pompeius elleni háborúba, de hamarosan visszaküldték Rómába, hogy a városban és egész Itáliában fenntartsa a rendet. Róma ekkoriban ellátási problémákkal küzdött és a közhangulat kezdett Octavianus ellen fordulni. Maecenas gyakorlatilag egész Itáliát kormányozta egy praefectus praetorio vagy praefectus urbis jogkörével, bár ehhez addig példátlan módon semmilyen közhivatalt vagy címet nem viselt (egyes történészek véleménye szerint mégis kinevezhették praefectusnak, mert szüksége volt az ezzel járó fegyveres erőre, de a korabeli források erről nem tesznek említést). Használhatta Octavianus pecsétgyűrűjét, elolvashatta annak teljes levelezését és a válaszokat is megítélése szerint módosíthatta; vagyis ura teljes bizalmát élvezte. Feladatát megfelelően végezhette, mert i. e. 31-ben, az Antonius elleni háború döntő évében ismét rábízták Itáliát, igaz ekkor M. Agrippával együtt. Cassius Dio szerint ez a megbízatása formálisan egészen i. e. 16-ig tartott; ekkor azonban az actiumi csata, Octavianus egyeduralkodóvá válása után visszavonulhatott a napi ügyektől és csak tanácsadói feladatot látott el. Nem egyértelmű, hogy jelen volt-e az actiumi csatában, az antik szerzők eltérően írnak erről. Annyi bizonyos, hogy legalább egy ideig Rómában tartózkodott a hadműveletek idején, mert leleplezte és felszámolta Marcus Semilius Lepidus (a korábbi triumvir fia) összeesküvését. 
I. e. 30-ban hosszas betegségben szenvedett. Amikor felépült és megjelent a Pompeius-színházban, a közönség nagy tapssal üdvözölte, ami népszerűségére utal. Ezt követően azonban felhagyott a közéleti szerepléssel. Ennek oka nem ismert, de vagy úgy vélte, hogy a politikai helyzet rendeződésével Octavianusnak (ekkor már Augustus császárnak) már nincs szüksége közvetlen szolgálataira, vagy a sokéves polgárháborús időszak után nyugalomra vágyott, vagy egészsége nem állt helyre teljesen. Nem törekedett arra, hogy a szenátori rendbe kerüljön, bár vagyona és politikai befolyása alapján erre meg lett volna a lehetősége.
Ebben az időszakban megházasodott, a szépségéről híres Terentiát vette el. Házassága nem volt boldog, gyermekük nem született és Maecenas minden vagyonát Augustusra hagyta. I. e. 22-ben sógorát, Lucius Licinius Varro Murenát állítólagos császárellenes összeesküvés miatt (miután ügyvédként egy bíróságon Augustus ellen szólalt fel) tárgyalás nélkül kivégezték.

## A művészetek támogatója
Visszavonulása után irodalmi, művészeti kedvteléseinek élt, az Equilinus dombon épült híres palotájában és kertjeiben anyagi támogatásaival maga köré vonta a kor legkiválóbb költőit: Horatiust, Vergiliust (aki Maecenas közbenjárására kapta vissza elkobzott birtokait), továbbá Lucius Varius Rufust, Domitius Marsust és Propertiust. Irodalmi köréhez tartozott Plotius Tucca, Quintilius Varus, Aristius Fuscus, Valgius Rufus is. Legjobb személyes kapcsolata Horatiusszal volt, akinek földbirtokot is adományozott és ugyanazon évben bekövetkezett halálukig barátok maradtak. Óvatosan próbálta arrafelé hajlítani a költőket, hogy közéleti témákkal is foglalkozzanak és népszerűsítsék Augustus új politikai rendszerét. Maecenas maga is megpróbálkozott a vers- és prózaírással (ezekből csak töredékek maradtak fenn), de nem járt sikerrel; Augustus, Senecea és Quintilianus is kigúnyolta stílusát. 
Kapcsolata Augustus császárral is megmaradt, igyekezett visszatartani az uralkodói túlkapásoktól. Cassius Dio (más forrásokkal alá nem támasztott) anekdotája szerint a császár bíróságon elnökölve több embert készült halálra ítélni, amikor a nagy tömegtől a közelbe férkőzni nem tudó Maecenas egy Surge tandem carnifex ("Fékezd magad, hóhér") feliratú táblát mutatott neki, mire Augustus felállt és távozott. 
Külsejéről annyit tudunk, hogy Tacitus szerint bodorította a haját.
Utolsó éveiben egészségi állapota megromlott, lázas, álmatlan volt, idegkimerültségben szenvedett. I. e. 8 szeptemberének végén halt meg. Barátja, Horatius néhány héttel később követte, egymás mellé temették őket. Számos alkalommal bizonyította Augustus iránti elkötelezettségét, hűségét, diplomáciai ügyekben való jártasságát, nagy szerepet játszott a polgárháborúk utáni korszak, a monarchikus színezetű principátus rendszerének kidolgozásában.